# Gagnepains Berberitze
Gagnepains Berberitze (Berberis gagnepainii) ist eine Pflanzenart aus der Gattung der Berberitzen (Berberis) innerhalb der Familie der Berberitzengewächse (Berberidaceae). Sie stammt aus dem westlichen China und wird als Zierpflanze verwendet.

## Beschreibung

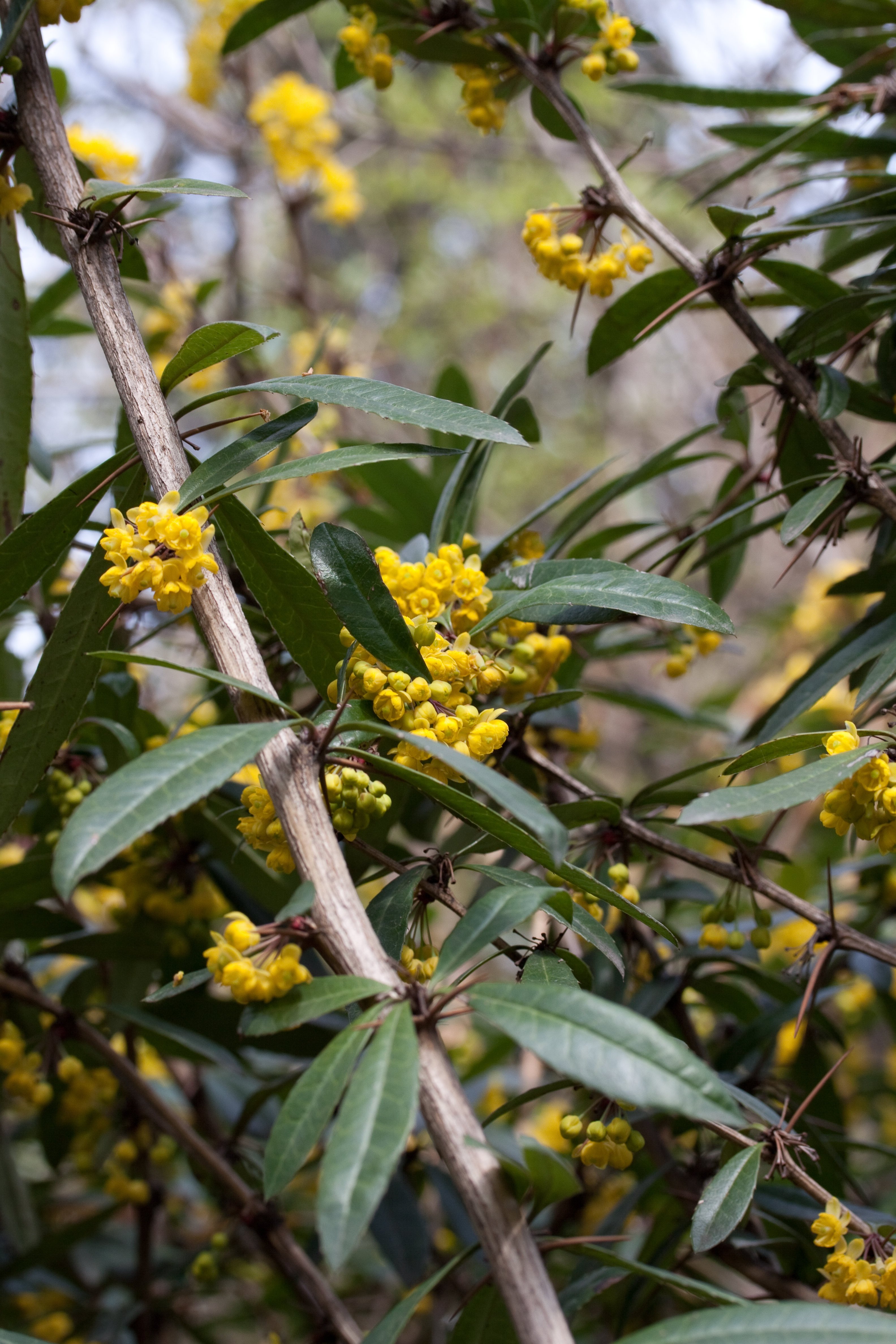
Zweig mit Dornen, Laubblättern und Blüten

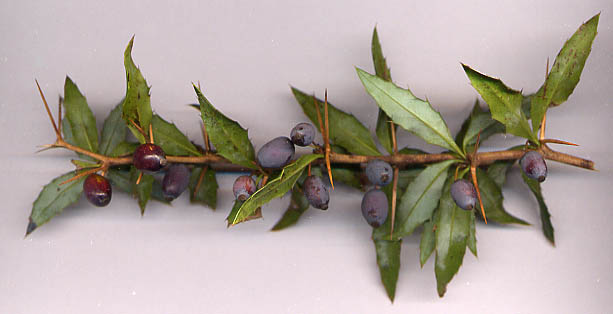
Zweig mit Früchten

### Vegetative Merkmale
Gagnepains Berberitze ist ein kleiner, dichtwüchsiger und immergrüner Strauch mit aufrechten Zweigen der bis zu 2 Meter hoch wird.
Die fest sitzenden, spitzen bis zugespitzten stachelspitzigen, ledrigen Laubblätter sind am Blattrand mit vielen Stacheln besetzt, schmal eilanzettlich bis lanzettlich oder verkehrt-eilanzettlich und bis 12 Zentimeter lang. Die Blattoberseite ist mattgrün bis glänzend, die Unterseite gelb-grün. Die Blattdornen sind dreiteilig und bis 4 Zentimeter lang.
Die Herbstfärbung ist rötlich.

### Generative Merkmale
Bis 15 Blüten in stehen in Büscheln zusammen. Die kurz gestielten, zwittrigen Blüten sind gelb.
Die bis 1 Zentimeter langen, eiförmigen bis länglichen Beeren mit Narbenresten sind blau-schwarz und „bereift“.

## Systematik und Verbreitung
Die Erstbeschreibung von Berberis gagnepainii erfolgte 1908 durch Camillo Karl Schneider in Bulletin de l'Herbier Boissier, Séries 2, 8, S. 196. Das Artepitheton gagnepainii ehrt den französischen Botaniker in Paris François Gagnepain (1866–1952).
Sie wurde von Ernest Henry Wilson, der von 1899 bis 1905 für Veitch and Sons in West- und Mittelchina Pflanzen sammelte, 1904 in Europa eingeführt.
In der Flora of China 2011 sind von Berberis gagnepainii zwei Varietäten verzeichnet:
- Berberis gagnepainii C.K.Schneid. var. gagnepainii (Syn.: Berberis caudatifolia S.Y.Bao, Berberis gagnepainii var. filipes Ahrendt, Berberis gagnepainii var. lanceifolia Ahrendt): Sie gedeiht in Bergdickichten, Wäldern, an Waldrändern und neben Felsen in Höhenlagen von 700 bis 2700 Metern in den chinesischen Provinzen Guizhou, Hubei, Sichuan sowie Yunnan.[2]
- Berberis gagnepainii var. omeiensis C.K.Schneid.: 1939 wurde sie im Rang einer Varietät erstbeschrieben. Sie gedeiht im Unterholz von Wäldern und an Waldrändern in Höhenlagen von 1700 bis 2800 Metern nur in Sichuan.[2]

## Verwendung
Wie viele andere Berberitzen-Arten findet diese Art als Zierstrauch Verwendung. Sie eignet sich aufgrund ihres Wuchses für undurchdringliche Hecken. Gagnepains Berberitze ist in Baumschulen sehr formenreich. Viele der kultivierten Pflanzenexemplare gehören der Varietät Berberis gagnepainii var. lanceifolia Ahrendt an, die in der Flora of China 2011 nicht existiert, sondern nur in Baumschulen kommt diese Bezeichnung vor.
Berberis gagnepainii bildet in Kultur mit anderen Berberis-Arten Hybride:   
- Mit der Warzigen Berberitze bildet die Varietät Berberis gagnepainii var. lanceifolia die Hybride Berberis × hybrido-gagnepainii Ahrendt.